# Iodopleura
Iodopleura és un gènere d'ocells de la família dels titírids (Tityridae).

## Taxonomia
Segons la Classificació del Congrés Ornitològic Internacional (versió 12.2, 2022) aquest gènere està format per tres espècies:
- Iodopleura isabellae - iodopleura gorjablanca.
- Iodopleura fusca - iodopleura fosca.
- Iodopleura pipra - iodopleura gorjagroga.